# Ацетилендикарбоновая кислота
Ацетилендикарбоновая кислота (бутиндиовая кислота) — двухосновная непредельная карбоновая кислота с химической формулой HOOC-С≡С-COOH. Представляет собой бесцветные кристаллы, которые хорошо растворяются в воде, этаноле, эфире.

## Физические свойства
- Бесцветные кристаллы
- Также получен дигидрат (с температурой плавления 175 °С)

## Химические свойства
- Со спиртами в присутствии серной кислоты или п-толуолсульфокислоты даёт диэфиры, с хлоридом фосфора PCl5 или аммиаком - соответствующий дихлорангидрид или диамид.
- При хлорировании с помощью PCl5 в уксуснокислой среде образуется смесь хлорфумаровой и дихлорфумаровой кислот, при окислении с использованием перманганата калия - щавелевая кислота.
- С бутадиеном вступает в диеновый синтез с образованием циклогексадиен-1,2-дикарбоновой кислоты.
- Тримеризация ацетилендикарбоновой кислоты даёт меллитовую кислоту.
- Каталитическое гидрирование над сульфатом палладия или бария в зависимости от условий проведения реакции приводит к малеиновой или янтарной кислоте.
- Взаимодействие диметилового эфира ацетиленкарбоновой кислоты с гидразином или алифатическими диазосоединениями приводит к образованию замещённого пиразола, с гидроксиламином - к образованию замещённого оксазола, с азидами и аммиаком - к 1,2,3-триазолам, например:

## Получение
Ацетилендикарбоновую кислоту получают при действии гидроксид калия на α,β-дибромянтарную кислоту (выход около 80%) или спиртового раствора щёлочи на α-хлормалеиновую или α-хлорфумаровую кислоту.

## Применение
Ацетилендикарбоновая кислота - промежуточный продукт в синтезе меллитовой и алкоксифумаровой кислот, диенов.

## Безопасность
Диметиловый эфир ацетилендикарбоновой кислоты - сильный лакриматор, обладает кожно-нарывным действием.